# David Anthony Durham

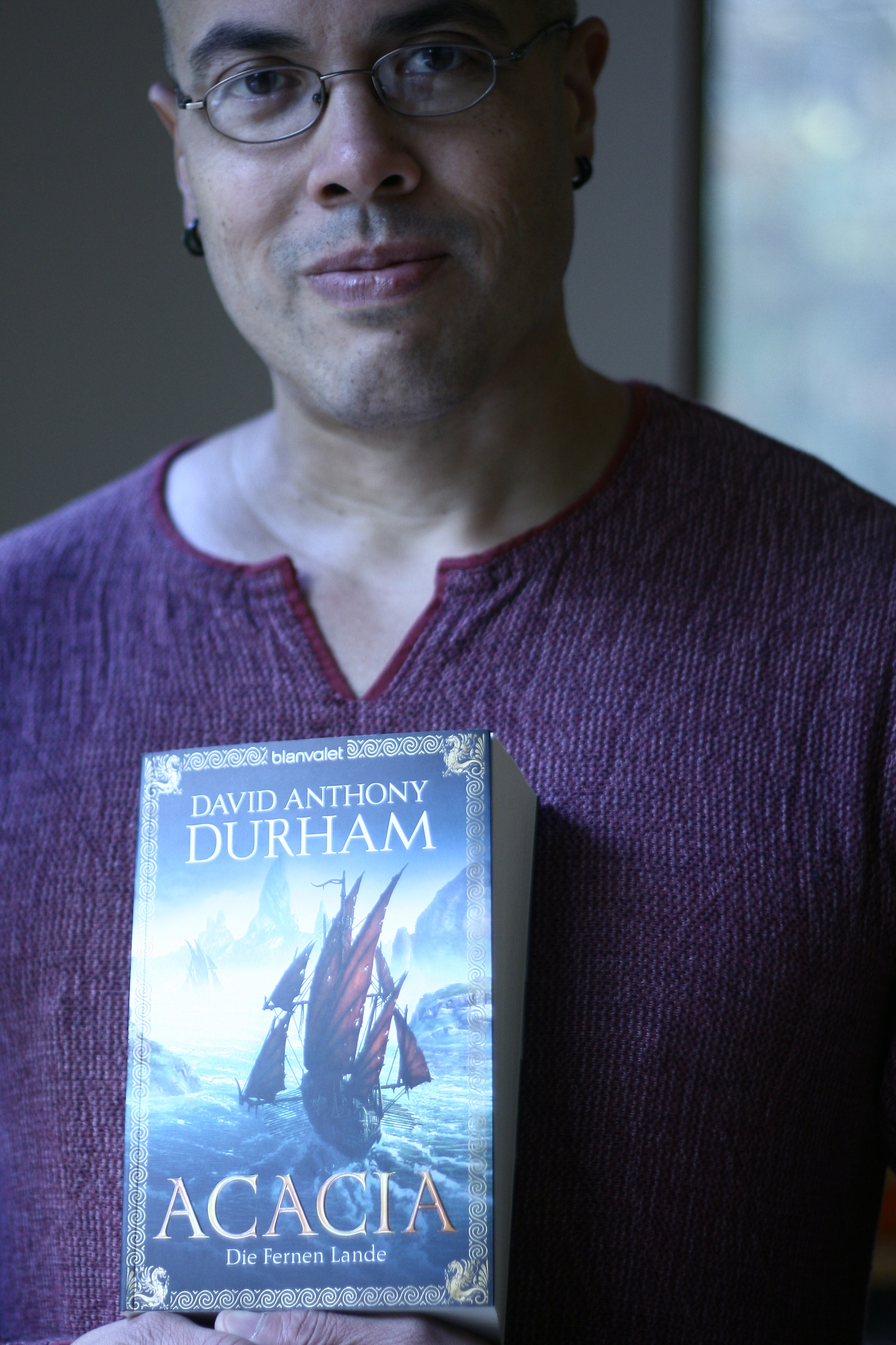
David Anthony Durham, 2012

David Anthony Durham (* 1969 in New York) ist ein US-amerikanischer Autor. Er schreibt sowohl historische Romane als auch Fantasy. Zu seinen Werken zählen Pride of Carthage und die Acacia-Trilogie.

## Werke

### Historische Romane
- Gabriel's Story (2001)
- Walk Through Darkness (2002)
- Pride of Carthage (2005)
- Hannibal (2006)

### Acacia-Trilogie
Die deutsche Übersetzung erscheint beim Blanvalet Verlag.
- The War with the Mein (2007). Ins Deutsche übersetzt als Acacia: Macht und Verrat 2008, ISBN 978-3-442-24494-2.
- The Other Lands (2009). Ins Deutsche übersetzt als Acacia: Die fernen Lande 2011, ISBN 978-3-442-26780-4.
- The Sacred Band (2011). Ins Deutsche übersetzt als Acacia: Reiche Ernte 2015, ISBN 978-3-442-26913-6.